# Oleksandria, Kiverți
Oleksandria (în ucraineană Олександрія) este un sat în comuna Zviriv din raionul Kiverți, regiunea Volînia, Ucraina.

## Demografie
Componența lingvistică a localității Oleksandria
     Ucraineană (99,11%)
     Alte limbi (0,89%)
Conform recensământului din 2001, majoritatea populației localității Oleksandria era vorbitoare de ucraineană (99,11%), existând în minoritate și vorbitori de alte limbi.